# Insensibles
Insensibles és una pel·lícula de terror fantàstica del 2012 i el debut com a director de llargmetratge de Juan Carlos Medina. La pel·lícula és una producció conjunta entre Espanya, França i Portugal i es va estrenar mundialment el 8 de setembre de 2012 al Festival Internacional de Cinema de Toronto. Insensibles està ambientada a Catalunya i segueix dues històries diferents, una ambientada durant la Guerra Civil Espanyola i una altra en l'actualitat. S'ha doblat al català.